# Eumirococcus borchsenii
Eumirococcus borchsenii är en insektsart som beskrevs av Ter-grigorian 1964. Eumirococcus borchsenii ingår i släktet Eumirococcus och familjen ullsköldlöss.
Artens utbredningsområde är Armenien. Inga underarter finns listade i Catalogue of Life.